# Teremia Mare
Teremia Mare is een gemeente in het Roemeense district Timiș en ligt in de regio Banaat in het westen van Roemenië. De gemeente telt 4238 inwoners (2005).

## Geografie
De oppervlakte van Teremia Mare bedraagt 83,66 km², de bevolkingsdichtheid is 51 inwoners per km².
De gemeente bestaat uit de volgende dorpen: Nerău, Teremia Mare, Teremia Mică.

## Demografie
Van de 4152 inwoners in 2002 zijn 3662 Roemenen, 265 Hongaren, 81 Duitsers, 105 Roma's en 39 van andere etnische groepen.
Onderstaande figuur toont het verloop van het inwoneraantal vanaf 1880.

## Politiek
De burgemeester van Teremia Mare is Dorel Sârbu (PSD).

## Geschiedenis
In 1257 werd Teremia Mare officieel erkend.
De historische Hongaarse en Duitse namen zijn respectievelijk Máriafölde en Marienfeld en Grossteremin.
Balinț · Banloc · Bara · Bârna · Beba Veche · Becicherecu Mic · Belinț · Bethausen · Biled · Birda · Bogda · Boldur · Brestovăț · Cărpiniș · Cenad · Cenei · Checea · Chevereșu Mare · Comloșu Mare · Coșteiu · Criciova · Curtea · Darova · Denta · Dudeștii Noi · Dudeștii Vechi · Dumbrava · Dumbrăvița · Fibiș · Fârdea · Foeni · Gavojdia · Ghilad · Ghiroda · Ghizela · Giarmata · Giera · Giroc · Giulvăz · Gottlob · Iecea Mare · Jamu Mare · Jebel · Lenauheim · Liebling · Lovrin · Margina · Mașloc · Mănăștiur · Moravița · Moșnița Nouă · Nădrag · Nițchidorf · Ohaba Lungă · Orțișoara · Parța · Pădureni · Peciu Nou · Periam · Pietroasa · Pișchia · Racovița · Remetea Mare · Sacoșu Turcesc · Saravale · Satchinez · Săcălaz · Secaș · Sânandrei · Sânmihaiu Român · Sânpetru Mare · Șag · Şandra · Știuca · Teremia Mare · Tomești · Tomnatic · Topolovățu Mare · Tormac · Traian Vuia · Uivar · Valcani · Variaș · Victor Vlad Delamarina · Voiteg